# 国民民主党 (日本 1950)
国民民主党（こくみんみんしゅとう）は、1950年から1952年に存在した日本の政党。

## 党史
1949年に第3次吉田内閣の組閣に当たり、民主党は、連立交渉を巡り、党内で連立派と野党派の間に内紛が起こり、分裂状態を引き起こした。1950年2月には、犬養健、保利茂などの連立派が大量脱党（3月に民主自由党に入党、自由党となる）する。
そして、同年4月28日に民主党野党派は野党の国民協同党と合同して国民民主党を結成。衆議院議員67人を擁する野党第一党となった。当初の最高委員長苫米地義三、幹事長三木武夫。これは夏に迫っていた参院選のための急ぎの措置であったが、民主党から合流した芦田均は新党の体制が不完全であることに危惧の念を抱いていた。そして6月4日に行われた第2回参議院議員通常選挙で、魅力的な党の顔を欠く国民民主党は惨敗、自由党や社会党に大きく差をつけられる。
1951年5月頃から、党内で自由党との連携派と反対派の対立が始まる。芦田も三木も反対派であったものの、連携派の離党やむなしとする三木に対し、芦田は連携派との妥協を図った。続いて松村謙三、大麻唯男ら公職追放解除者の入党問題が発生した。松村、大麻らは新政クラブを組織していた。三木は追放者の入党に消極的であり、とりわけ大麻の入党に反発した。一方国民民主党は諸派を糾合した新党の結成も目指していて、中でも三木は農民協同党を引き入れようと画策していた。農民協同党取り込みを図るために、新党の宣言に「穏健な社会主義政策をも取り入れ」という文言を認めるかどうかで国民民主党内は紛糾し、結局新政クラブと農民協同党はともに新党に参加することになったが、国民民主党の参議院議員の一部が新党に不参加となった。1952年2月8日、改進党が結成され、総裁は空席とし、三木は幹事長となった。

## 役職

### 歴代委員長一覧
| 代 | 最高委員長 | 最高委員長 | 在任期間                                             |
| -- | ---------- | ---------- | ---------------------------------------------------- |
| 1  |            | 苫米地義三 | 1950年（昭和25年）4月28日 - 1952年（昭和27年）2月8日 |

### 歴代役員表
| 最高委員長 | 最高委員                                              | 幹事長   | 総務委員会長 | 政務調査会長 | 参議院議員会長 |
| ---------- | ----------------------------------------------------- | -------- | ------------ | ------------ | -------------- |
| 苫米地義三 | 北村徳太郎 鬼丸義斉 櫻内辰郎 楢橋渡 三木武夫 岡田勢一 | 千葉三郎 | 木下栄       | 北村徳太郎   |                |
| 苫米地義三 | 北村徳太郎 鬼丸義斉 櫻内辰郎 楢橋渡 三木武夫 岡田勢一 | 千葉三郎 | 木下栄       | 北村徳太郎   | 中井光次       |
| 苫米地義三 | 北村徳太郎 鬼丸義斉 櫻内辰郎 楢橋渡 三木武夫 岡田勢一 | 千葉三郎 | 木下栄       | 木内四郎     |                |
| 苫米地義三 | 北村徳太郎 鬼丸義斉 櫻内辰郎 楢橋渡 三木武夫 岡田勢一 | 千葉三郎 | 木下栄       | 駒井藤平     |                |
| 苫米地義三 | 北村徳太郎 鬼丸義斉 櫻内辰郎 楢橋渡 三木武夫 岡田勢一 | 千葉三郎 | 木下栄       | 北村徳太郎   |                |
| 苫米地義三 | 北村徳太郎 鬼丸義斉 櫻内辰郎 楢橋渡 三木武夫 岡田勢一 | 三木武夫 | 櫻内辰郎     | 千葉三郎     |                |